# ألبا أرنوفا
ألبا أرنوفا (بالإيطالية: Alba Arnova)‏ هي راقصة باليه وممثلة إيطالية وأرجنتينية، ولدت في 15 مارس 1930 في الأرجنتين، وتوفيت في 11 مارس 2018 بروما في إيطاليا.

## وصلات خارجية
- ألبا أرنوفا على موقع IMDb (الإنجليزية)
- ألبا أرنوفا على موقع ألو سيني (الفرنسية)
- ألبا أرنوفا على موقع أول موفي (الإنجليزية)
- ألبا أرنوفا على موقع قاعدة بيانات الأفلام السويدية (السويدية)
- ألبا أرنوفا على موقع قاعدة بيانات الفيلم (الإنجليزية)
- ألبا أرنوفا على موقع كينوبويسك (الروسية)